# Мейс-Чапел (Меріленд)
Мейс-Чапел (англ. Mays Chapel) — переписна місцевість (CDP) в США, в окрузі Балтимор штату Меріленд. Населення — 12 224 особи (2020).

## Географія
Мейс-Чапел розташований за координатами 39°25′59″ пн. ш. 76°38′59″ зх. д. / 39.43306° пн. ш. 76.64972° зх. д. (39.433024, -76.649780).  За даними Бюро перепису населення США в 2010 році переписна місцевість мала площу 9,61 км², з яких 9,61 км² — суходіл та 0,01 км² — водойми.

## Демографія
Згідно з переписом 2010 року, у переписній місцевості мешкало 11 420 осіб у 4741 домогосподарстві у складі 3180 родин. Густота населення становила 1188 осіб/км².  Було 4920 помешкань (512/км²).
Расовий склад населення:
| - 86,3 % — білих - 10,1 % — азіатів - 1,8 % — чорних або афроамериканців - 0,2 % — корінних американців - 0,1 % — вихідців з тихоокеанських островів |

До двох чи більше рас належало 1,3 %. Частка іспаномовних становила 2,4 % від усіх жителів.
За віковим діапазоном населення розподілялося таким чином: 23,1 % — особи молодші 18 років, 60,1 % — особи у віці 18—64 років, 16,8 % — особи у віці 65 років та старші. Медіана віку мешканця становила 45,2 року. На 100 осіб жіночої статі у переписній місцевості припадало 88,7 чоловіків;  на 100 жінок у віці від 18 років та старших — 84,7 чоловіків також старших 18 років.
Середній дохід на одне домашнє господарство  становив 130 760 доларів США (медіана — 99 556), а середній дохід на одну сім'ю — 152 511 долар (медіана — 125 353). Медіана доходів становила 85 060 доларів для чоловіків та 60 400 доларів для жінок. За межею бідності перебувало 2,6 % осіб, у тому числі 0,0 % дітей у віці до 18 років та 5,4 % осіб у віці 65 років та старших.
Цивільне працевлаштоване населення становило 6504 особи. Основні галузі зайнятості: освіта, охорона здоров'я та соціальна допомога — 29,4 %, науковці, спеціалісти, менеджери — 18,2 %, фінанси, страхування та нерухомість — 10,8 %, роздрібна торгівля — 9,1 %.